# British Boxing Board of Control
Le British Boxing Board of Control (BBBofC) est la fédération gérant la boxe anglaise professionnelle au Royaume-Uni, créée en 1929. Son siège social se trouve à Cardiff au Pays de Galles.
Le 5 février 1920, le congrès de l'International Boxing Union se réunit, à Paris. À ce congrès assistent les représentants du « British Boxing Board of Control » de Grande-Bretagne, ceux des fédérations belge, brésilienne et hollandaise, ainsi que les délégués de la fédération française de boxe. Legendre et Léon Sée sont les délégués de la Fédération française de boxe. La « British Boxing Board of Control » n'est pas affiliée à l'IBU.
En avril 1938, sur invitation de la « Federazione Pugilistica Italiana », se tient à Rome un congrès international de la boxe, auquel prennent part les pouvoirs sportifs du monde entier : l'« International Boxing Union », la « British Boxing Board of Control », la « Federacion Argentina de boxés » et, pour les États-Unis ; la Commission de boxe de l'État de New York, la Commission de boxe de l'Illinois et la « National Boxing Association of United States », fédérations groupant une vingtaine de commissions de villes ou d'États américains. Au cours de ce congrès on procède à la proclamation des champions du monde de boxe et il est créé un organisme unique pour régir spécialement les championnats du monde, organisme ayant son siège à Londres et constitué sous les initiales W.P.B.B.C. (« World's professionnal Boxing Board of Control »). Désormais c'est la W.P.B.B.C., réunissant avec les représentants de l'IBU, ceux des pouvoirs sportifs de l'Amérique du Nord et du Sud et de la Grande-Bretagne, qui surveillera la régularité des rencontres mondiales, qui décidera la mise en jeu du titre, ou le choix d'un défiant. Lorsque, le protocole de cet accord, est présenté à la signature des intéressés, le général John J. Phelan, président de la « New York State Athletic Commission », refuse de le parapher et il revient aux États-Unis, sans être lié par aucun engagement. En 1939, la « British Boxing Board of Control », démissionne de ce groupement du W.P.B.B.C..

## Champions
| Catégorie           | Champion       | Début de règne    |
| ------------------- | -------------- | ----------------- |
| Poids mouches       | Andrew Selby   | 14 mai 2016       |
| Poids super-mouches | Vacant         | NC                |
| Poids coqs          | Vacant         | NC                |
| Poids super-coqs    | Vacant         | NC                |
| Poids plumes        | Ryan Walsh     | 26 septembre 2015 |
| Poids super-plumes  | Sam Bowen      | 14 avril 2018     |
| Poids légers        | Lewis Ritson   | 7 octobre 2017    |
| Poids super-légers  | Vacant         | NC                |
| Poids welters       | Bradley Skeete | 5 mars 2016       |
| Poids super-welters | Vacant         | NC                |
| Poids moyens        | Jason Welborn  | 4 mai 2018        |
| Poids super-moyens  | Vacant         | NC                |
| Poids lourds-légers | Callum Johnson | 24 mars 2018      |
| Poids mi-lourds     | Matty Askin    | 26 mai 2017       |
| Poids lourds        | Hughie Fury    | 12 mai 2018       |